# Razafimandimbisonia orientalis
Razafimandimbisonia orientalis är en måreväxtart som först beskrevs av Anne-Marie Homolle och Alberto Judice Leote Cavaco, och fick sitt nu gällande namn av Kainul. och Birgitta Bremer. Razafimandimbisonia orientalis ingår i släktet Razafimandimbisonia och familjen måreväxter. Inga underarter finns listade i Catalogue of Life.